# Brie (Ariège)
Brie település Franciaországban, Ariège megyében. Lakosainak száma 206 fő (2022. január 1.). Brie Canté, Durfort, Esplas, Justiniac, Saverdun és Marliac községekkel határos.

## Népesség
A település népességének változása:
| Lakosok száma | 133  | 80   | 92   | 164  | 200  | 215  | 219  | 214  | 211  | 206  |
|               | 1968 | 1982 | 1990 | 2006 | 2013 | 2015 | 2017 | 2019 | 2020 | 2022 |